# Iglesia de San Ignacio (Maguncia)
La iglesia de San Ignacio (en alemán: St. Ignaz) de Maguncia, es una iglesia situada en el barrio de Altstadt, en la intersección de las calles Kapuzinerstraße e Ignazgässchen.
Su fachada fue construida entre 1774-1775, siendo atribuida al arquitecto y estucador electoral Johann Peter Jäger, bajo la influencia de la arquitectura barroca romana.

## Galería de imágenes

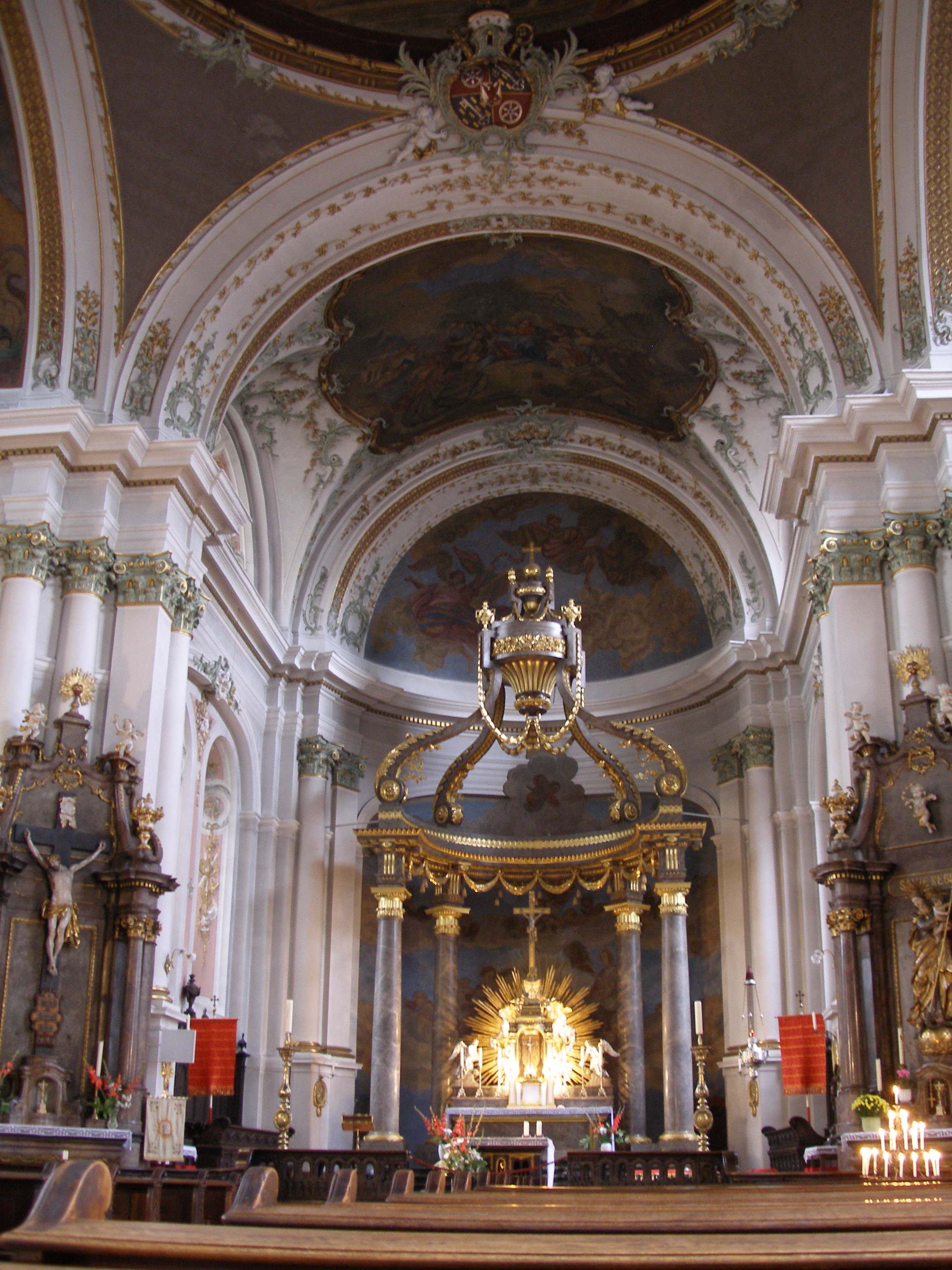
Interior
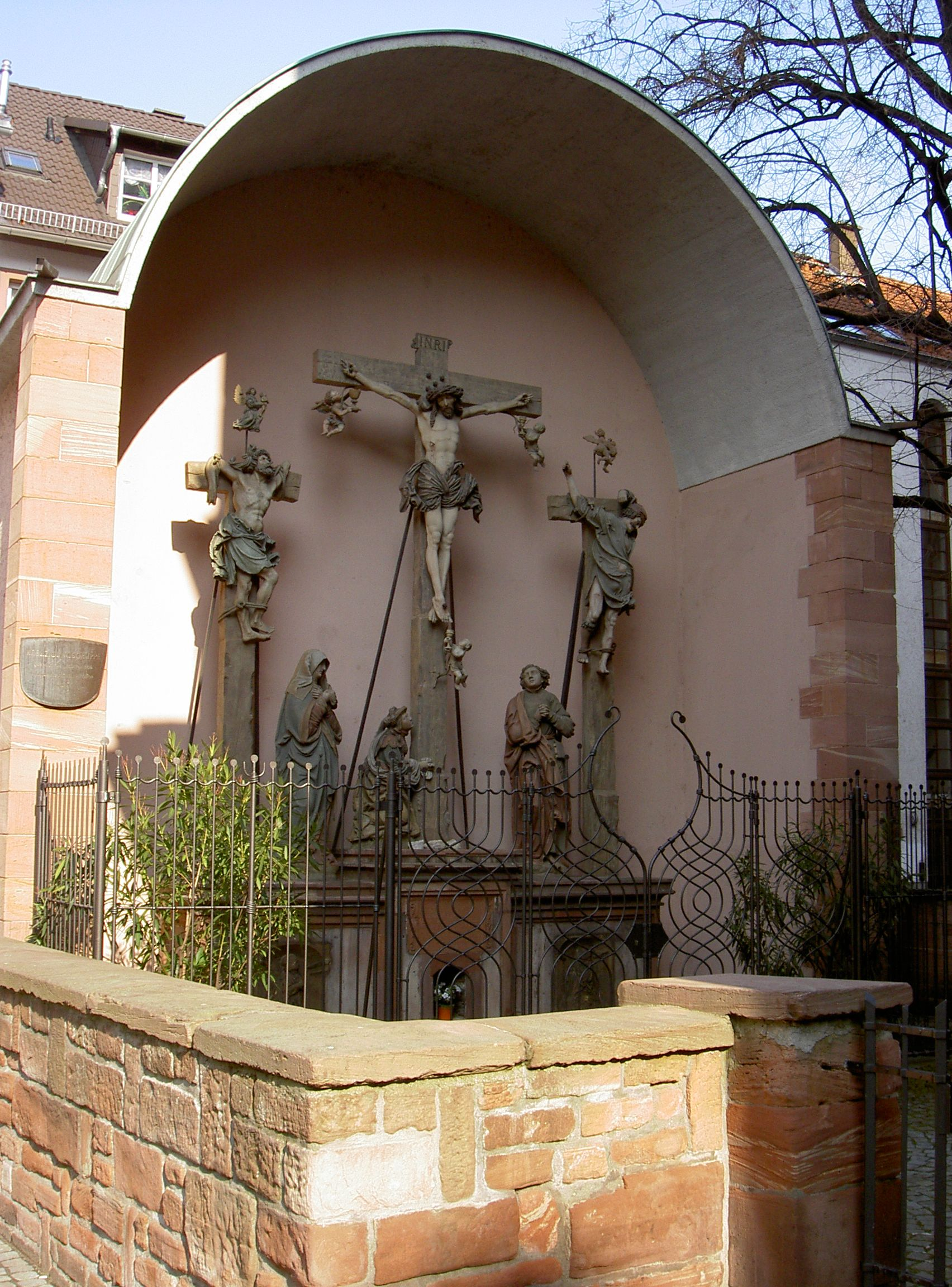
Calvario de Hans Backoffen
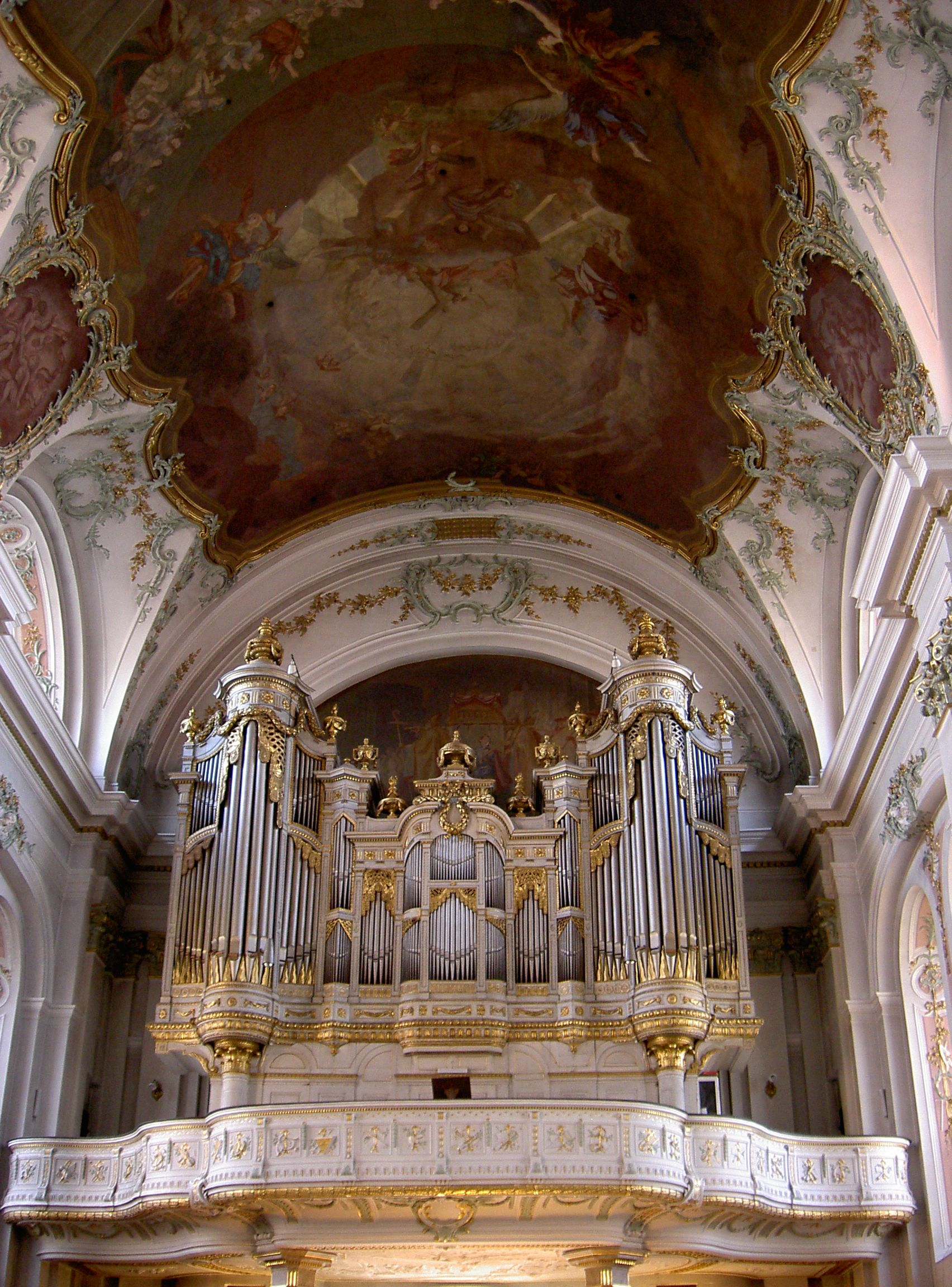
El órgano
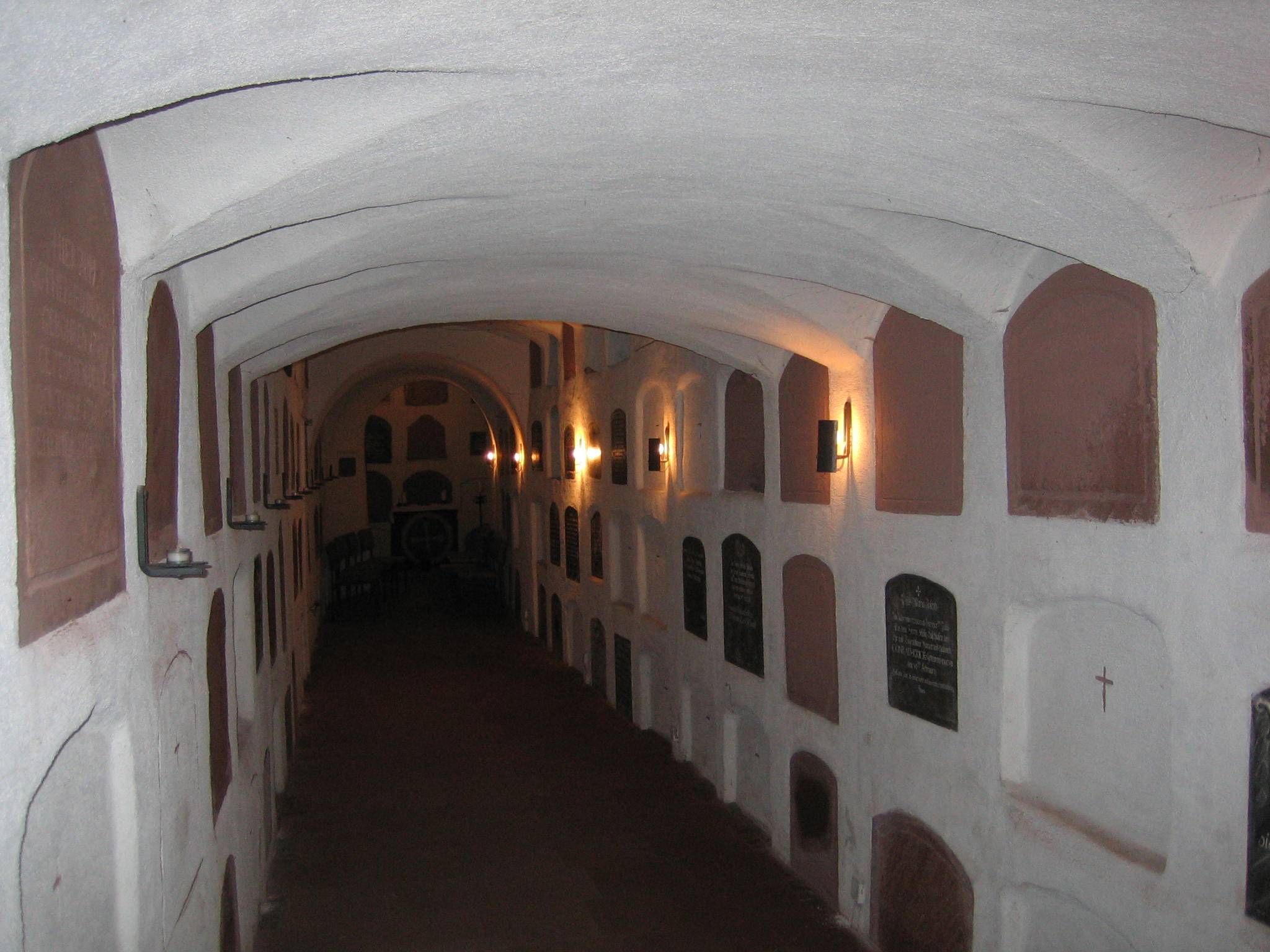
La cripta
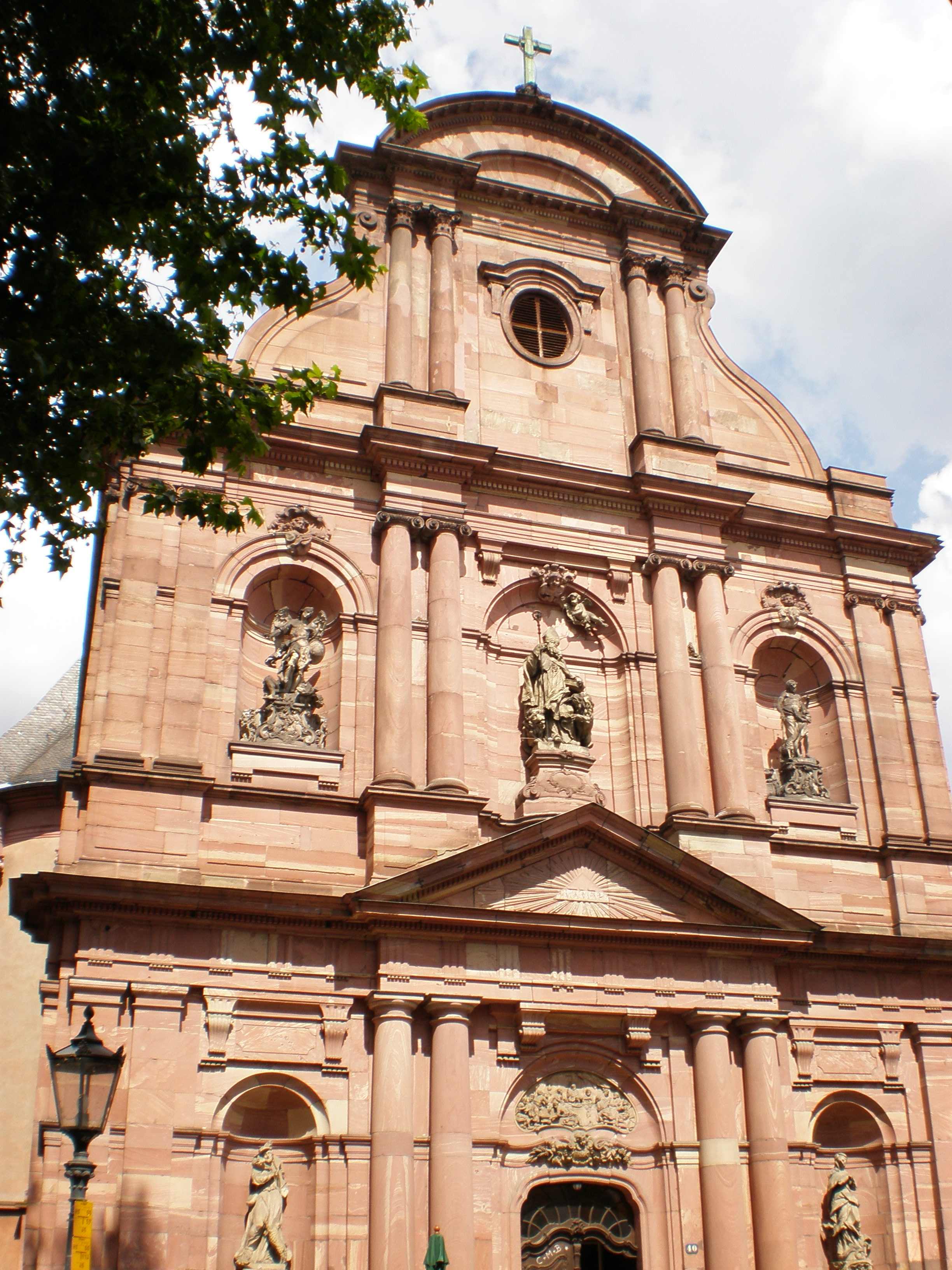
en la Kapuzinerstraße